# Luigi Vianello
Luigi Vianello (né le 29 janvier 1862 à Trévise et mort le 16 juillet 1907 à Berlin) est un ingénieur des travaux publics italien.

## Biographie
Luigi Vianello est le fils d'un notaire de Trévise. Il étudia les mathématiques à Padoue puis le génie civil à l'École polytechnique de Turin. Il fut employé par des constructeurs de locomotives à Venise, Trévise et Milan entre 1885 et 1892. Puis il fut recruté par le constructeur de locomotive de Hanovre Georg Egestorff, avant de devenir en 1895 l'assistant du constructeur de ponts Reinhold Krohn pour les forges Gutehoffnungshütte à Oberhausen-Sterkrade. De 1897 à 1902, il travailla comme expert en charpente métallique pour les usines Siemens & Halske de Berlin, concevant notamment les ponts du métro aérien de Berlin et les jonctions triangulaires du réseau. À partir de 1902, il fut ingénieur à la compagnie électrique Continentale Gesellschaft qui avait réalisé entre 1898 et 1901 le train suspendu de Wuppertal sous la direction de Richard Petersen. La compagnie chargea Vianello de répondre à l'appel d'offre de  Berlin pour une infrastructure similaire, mais le projet n'eut pas de suite. Atteint d'une paralysie progressive qui lui ôta la vue et handicapait ses mouvements, il mit fin à ses jours.
Sa monographie de 1905 sur les constructions ferroviaires a longtemps été un classique du domaine dans le monde germanophone . Il est aujourd'hui surtout connu comme l'inventeur de l'algorithme de la puissance itérée, dont il donna en 1898 une forme graphique pour l'estimation de la charge critique de flambement des treillis élastiques.

## Écrits
- Der kontinuierliche Balken mit Dreiecks- oder Trapezlast, Zeitschrift des Vereines deutscher Ingenieure, vol. 37, 1893, n° 13, pp. 361–364.
- Der Kniehebel, Zeitschrift des Vereines deutscher Ingenieure, vol. 39, n° 9, 1895, pp. 253–257.
- Die Doppelkonsole, Zeitschrift des Vereines deutscher Ingenieure, vol. 41, n° 45, 1897, pp. 1275–1278.
- Graphische Untersuchung der Knickfestigkeit gerader Stäbe, Zeitschrift des Vereines deutscher Ingenieure, vol. 42, n° 52, 1898, pp. 1436–1443.
- Die Konstruktion der Biegungslinie gerader Stabe und ihre Anwendung in der Statik, Zeitschrift des Vereines deutscher Ingenieure, vol. 47, n° 3, 1903, pp. 92–97.
- Der durchgehende Träger auf elastisch senkbaren Stützen, Zeitschrift des Vereines deutscher Ingenieure, vol. 48, Nr. 4, 1904, S. 128–132, n° 5, pp. 161–166.
- Der Eisenbau, Munich, R. Oldenbourg (1905)

## Note
1. ↑  Karl-Eugen Kurrer, The History of the Theory of Structures. Searching for Equilibrium, Ernst & Sohn, 2018 (ISBN 978-3-433-03229-9), p. 551 et suiv. ; 1072 et suiv..
2. ↑  L. Vianello, « Graphische Untersuchung der Knickfestigkeit gerader Stäbe », Zeitschrift des Vereines deutscher Ingenieure, vol. 42, no 52,‎ 1898, p. 1436–1443.

## Source
- C. R. Petersen, « Luigi Vianello », Zeitschrift des Vereines deutscher Ingenieure, vol. 51, no 51,‎ 1907, p. 2033–2034.